# 南投凉喉茶
南投凉喉茶（学名：Hedyotis hedyotidea），又名牛白藤，为茜草科耳草属下的一种為多年生草本植物，單葉，紙質，對生，开白色花，聚繖狀圓錐花序，结球形蒴果。

## 扩展阅读
- 維基物種上的相關：南投凉喉茶